# Otelfingen
Otelfingen (toponimo tedesco) è un comune svizzero di 2 837 abitanti del Canton Zurigo, nel distretto di Dielsdorf.

## Monumenti e luoghi d'interesse

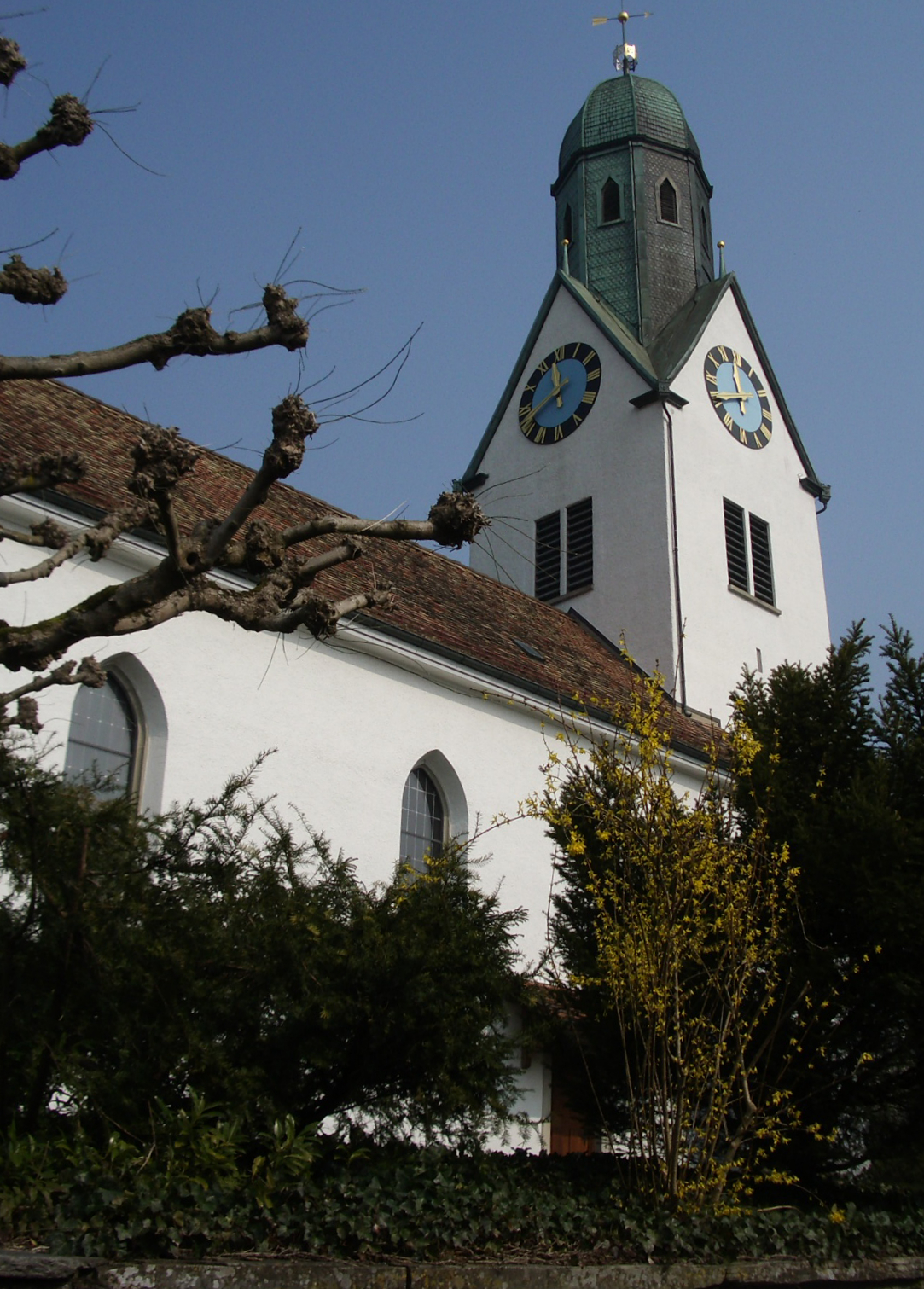
La chiesa riformata di Sant'Otmaro

- Chiesa riformata di Sant'Otmaro, attestata dal 1298 e ricostruita nel 1554-1555[1].

## Società

### Evoluzione demografica
L'evoluzione demografica è riportata nella seguente tabella:
Abitanti censiti

## Infrastrutture e trasporti

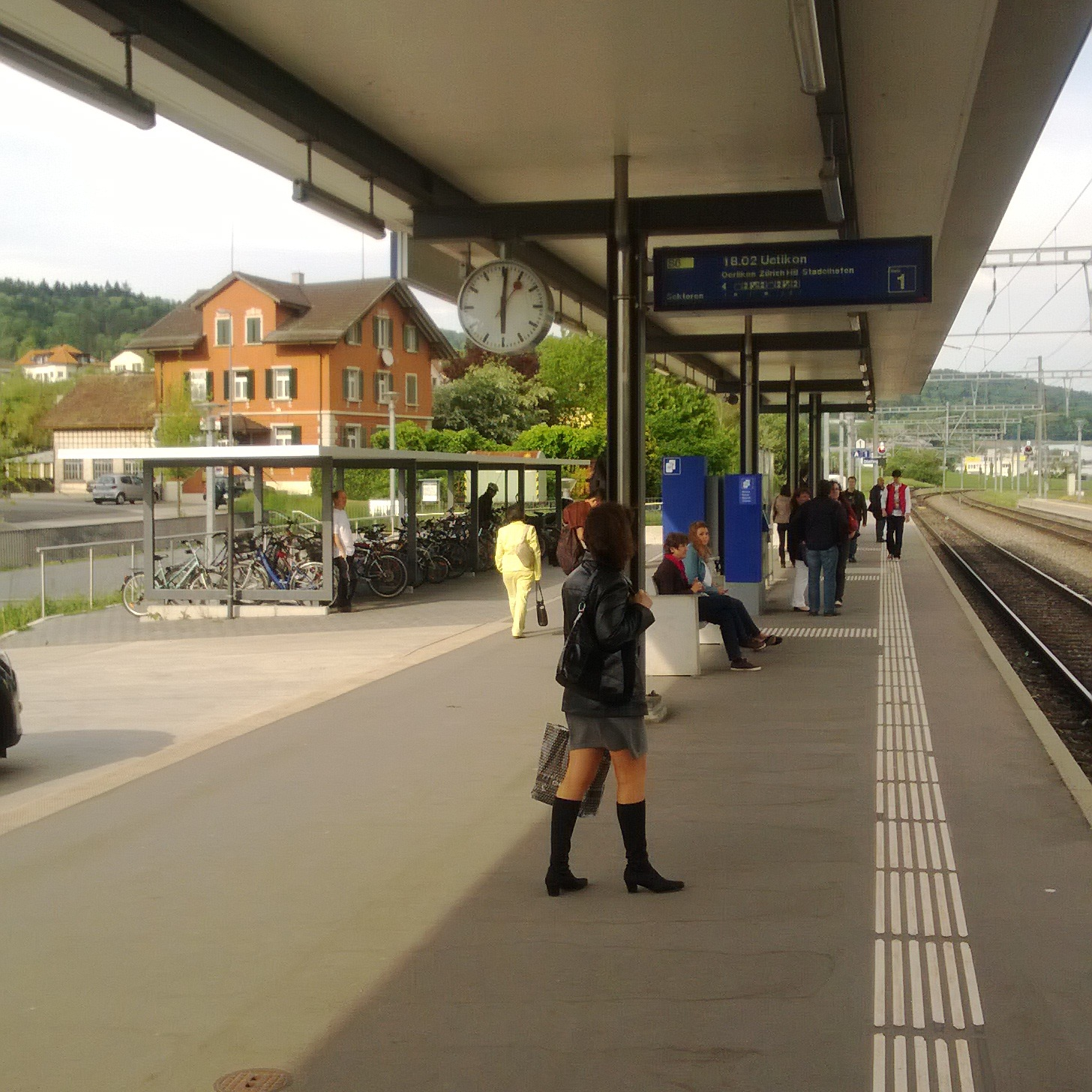
La stazione di Otelfingen

Otelfingen è servito dalle stazioni di Otelfingen e Otelfingen Golfpark sulla ferrovia Wettingen-Effretikon.

## Amministrazione
Ogni famiglia originaria del luogo fa parte del cosiddetto comune patriziale e ha la responsabilità della manutenzione di ogni bene ricadente all'interno dei confini del comune.